# Rationele verkaveling
Rationele verkaveling (van ratio - nadenken; "uitgedacht") is een type verkaveling (ruimtelijke ordening van het land door de mens) dat uitgaat van een verregaande grootschalige planning. Bij rationele verkaveling wordt een groot gebied geheel ingedeeld op de tekentafel. Zowel infrastructuur als bebouwing worden in een keer geheel aangelegd. 
Van rationele verkaveling kan sprake zijn wanneer de mens in een keer een groot stuk land indeelt, bijvoorbeeld na het droogleggen van een polder of de aanleg van een nieuwe woonwijk. Kenmerkend zijn lange rechte lijnen in het landschap, die bij andere verkavelingstypen niet voorkomen.
Voorbeelden van rationele verkaveling zijn te vinden in gestichte middeleeuwse steden, in droogmakerijen zoals de Beemster, en in de Verenigde Staten, waar vooral in de Midwest een zeer grote oppervlakte (meerdere grote staten omvattend) van een raster is voorzien, volgens welke de wegen en de kavelgrenzen verliepen. Ook de steden op het Amerikaanse continent zijn in eerste instantie vaak volgens een dergelijk schema gebouwd.
Ook de naaldbossen en landgoederen die in de 19e en het begin van de 20e eeuw in Nederland zijn aangelegd kennen vaak een rationele verkaveling, met een dambordstructuur aan dreven.

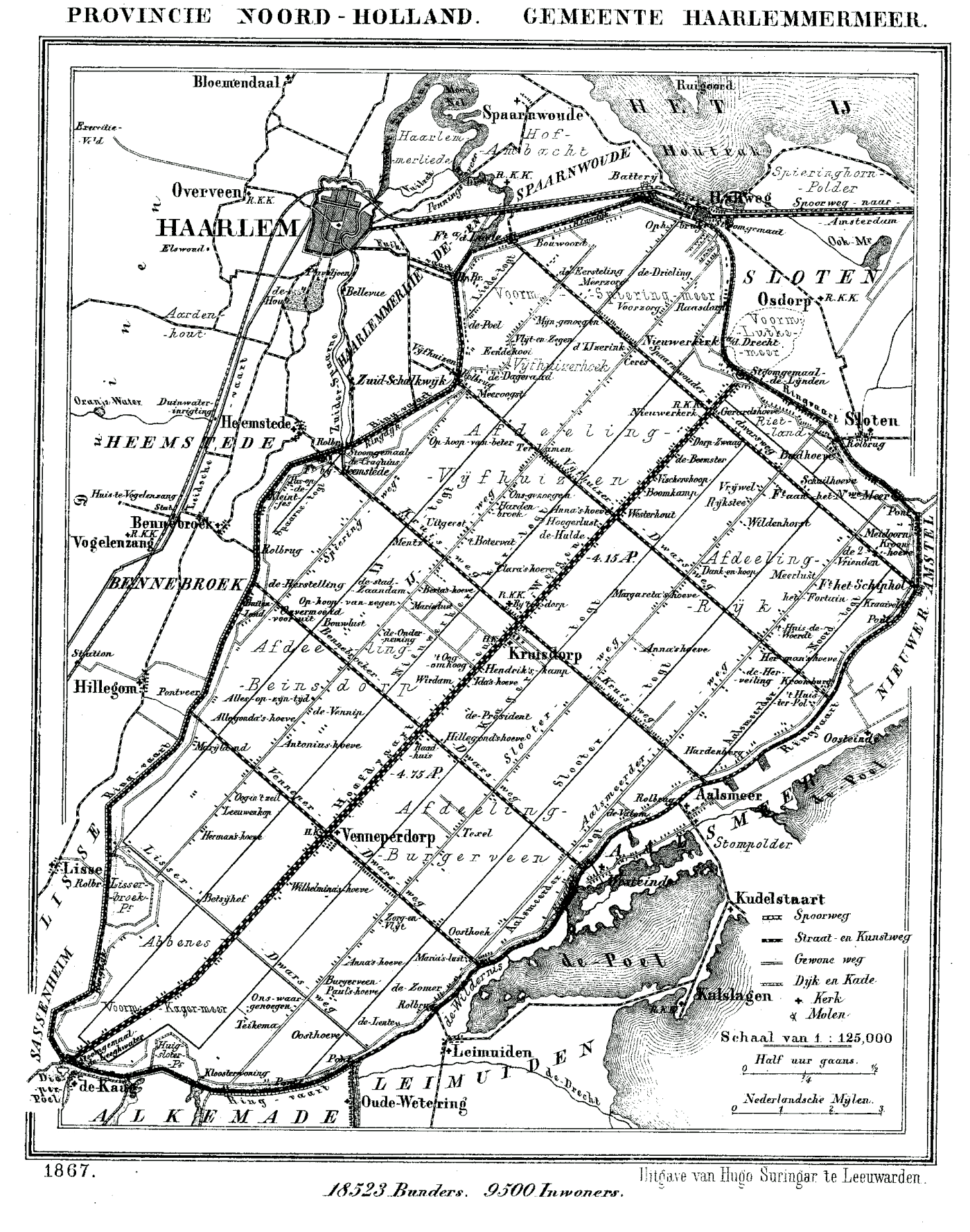
Voorbeeld van rationele verkaveling in de Haarlemmermeerpolder, op een oude kaart uit 1867.